# Bolesław Odrowąż-Szukiewicz

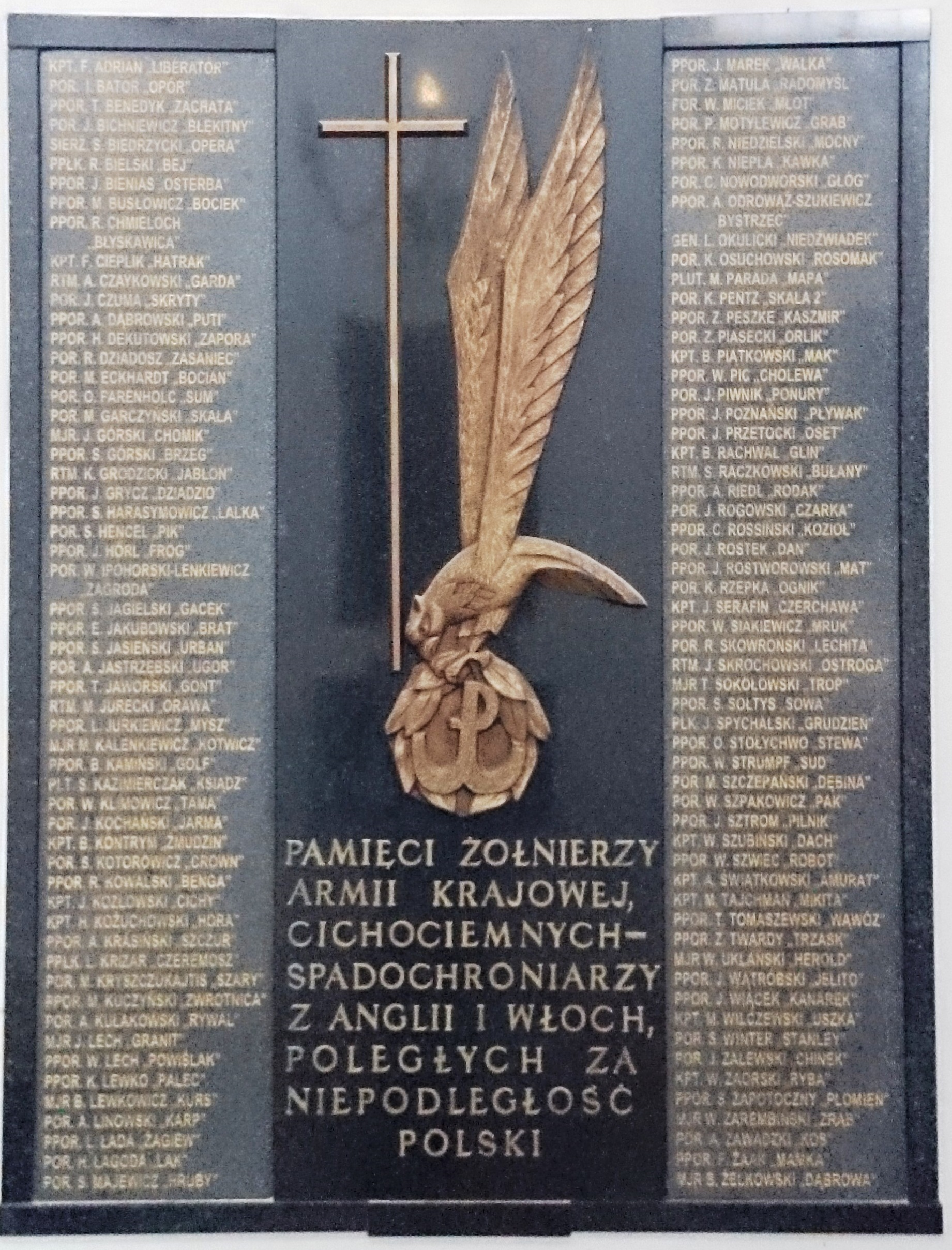
Tablica w kościele św. Jacka w Warszawie, upamiętniająca poległych cichociemnych, w tym Bolesława Odrowąża-Szukiewicza

Bolesław Aleksander Odrowąż-Szukiewicz vel Bolesław Ranicki pseud. „Bystrzec”, „Turban” (ur. 19 września?/2 października 1916 w Moskwie, zm. 17 lutego 1943 w Bratkowie nad rzeką Czarną, koło Kamockiej Woli) – podporucznik Polskich Sił Zbrojnych, cichociemny.

## Życiorys
Był synem Józefa i Felicji z domu Welfel. W 1937 roku ukończył Korpus Kadetów nr 2 we Lwowie, uzyskując maturę.
We wrześniu 1939 roku walczył w 4 Batalionie Strzelców 10 Dywizji Piechoty, następnie w 19 pułku ułanów (od 22 do 28 września). Przekroczył granicę polsko-węgierską 8 października 1939 roku. W listopadzie dotarł do Francji, gdzie został przydzielony do 2 pułku artylerii lekkiej 2 Dywizji Strzelców Pieszych. Od 28 maja służył w 3 pułku artylerii lekkiej 3 Dywizji Piechoty. W czerwcu 1940 roku przedostał się do Wielkiej Brytanii, gdzie został przydzielony do 1 dywizjonu artylerii lekkiej 1 Brygady Strzelców. Ukończył kurs Szkoły Podchorążych Rezerwy Piechoty w Dundee. 11 czerwca 1941 awansował na kaprala podchorążego.
Po przeszkoleniu w dywersji został zaprzysiężony 26 października 1942 roku w Oddziale VI Sztabu Naczelnego Wodza. Na stopień podporucznika został mianowany ze starszeństwem od 1 grudnia 1942. Zrzutu dokonano w nocy z 16 na 17 lutego 1943 roku w ramach operacji „Saw”. Odrowąż-Szukiewicz zginął śmiercią spadochroniarza na skutek niecałkowicie otworzonego spadochronu z powodu bardzo małej wysokości i dużej szybkości samolotu. Spadł niedaleko grupy domów majątku Bratków nad rzeką Czarną, gmina Aleksandrów, ok. 8 km. na południowy wschód od Sulejowa.
.Pochowany na gruntach majątku Bratków, w lesie w okolicach Kamockiej Woli. W 1967 roku dokonano ekshumacji ciała, po czym pochowano ppor. Bolesława Odrowąża-Szukiewicza na cmentarzu cholerycznym w Opocznie w indywidualnej mogile (umieszczonej pod murem cmentarnym) .

## Odznaczenia
- Krzyż Walecznych – czterokrotnie, w tym raz pośmiertnie 3 maja 1943 roku.
- Srebrny Krzyż Zasługi z Mieczami.

## Upamiętnienie
- W lewej nawie kościoła św. Jacka przy ul. Freta w Warszawie odsłonięto w 1980 roku tablicę Pamięci żołnierzy Armii Krajowej, cichociemnych – spadochroniarzy z Anglii i Włoch, poległych za niepodległość Polski. Wśród wymienionych 110 poległych cichociemnych jest Bolesław Odrowąż-Szukiewicz.
- W 2011 roku pomiędzy Sieczką a Niewierszynem w gminie Aleksandrów odsłonięto pomnik ku czci Bolesława Aleksandra Odrowąża-Szukiewicza[2] .